# Susann Pásztor
Œuvres principales
- Un fabuleux menteur

Susann Pásztor, née en 1957 à Soltau (Basse-Saxe) en Allemagne d'un père hongrois et d'une mère allemande, est une femme de lettres de langue allemande. Elle a fait des études de d'arts et de pédagogie et travaille comme illustratrice, journaliste et traductrice. Pásztor vit à Berlin.

## Œuvre
Pásztor est surtout connue pour son premier livre Un fabuleux menteur (2010). Le roman s'inspire de l'histoire de sa propre famille judéo-hongroise.
Son deuxième livre, Die einen sagen Liebe, die anderen sagen nichts, l'histoire d'une femme à la recherche du grand amour, a été publié en 2013.
En Allemagne ses livres sont publiés par Kiepenheuer & Witsch ; en France son premier roman a paru aux Éditions Anne Carrière.
Pásztor est lauréate du "Berthold-Auerbach-Literaturpreis" en 2012 pour Un fabuleux menteur.